# Сюлки
Сюлки (бел. Сюлкі) — деревня в Каменецком районе Брестской области Белоруссии. Входит в состав Войского сельсовета. Население — 13 человек (2019).

## География
Сюлки находятся в 5 км к востоку от центра сельсовета Войской и в 7 км к западу от города Каменец. Местность принадлежит бассейну Вислы, деревня стоит на правом берегу небольшой реки Кривуля, притока реки Лесная. В Сюлках на Кривуле организована плотина и запруда. Местные дороги соединяют деревню с окрестными населёнными пунктами.

## История
В середине XIX века — село в Брестском уезде Гродненской губернии Российской империи, владение Пашкевичей.
В 1863 году возведена деревянная православная Покровская церковь. По переписи 1897 года 18 дворов, 116 жителей, народное училище, церковь, кузница.
Примерно в середине XIX века Пашкевичи заложили здесь дворянскую усадьбу, центром которой был одноэтажный деревянный дом, окружённый небольшим парком. К парку примыкал хозяйственный двор с конюшней.
Согласно Рижскому мирному договору (1921) деревня вошла в состав межвоенной Польши, где принадлежала Брестскому повету Полесского воеводства. В 1923 году — 8 дворов, 89 жителей. С 1939 года в составе БССР.
В 1939 году после прихода советской власти в бывшем усадебном доме разместился детский дом. Однако он сильно пострадал во время Великой Отечественной войны и в 1944 году был разобран В 50-х годах XX века деревянная церковь 1863 года сгорела, была восстановлена, однако вскоре была заброшена и к 2010 году храм практически полностью развалился

## Достопримечательности
- Усадьба Пашкевичей. Усадебный дом не сохранился, сохранились руины конюшни и фрагменты парка.
- Руины деревянной Покровской церкви.
- Руины каменных ворот (брамы) бывшей церкви.
- Надмогилье маршалка Могильницкого.
- Часовня-усыпальница Петра Троицкого, первого директора Беловежской пущи[6].